# LAZY V
LAZY V é o quarto álbum de estúdio da banda LAZY. Foi lançado em cinco de abril de 1980 pela RCA Records e tem 10 faixas.

## Produção
Quarto álbum da LAZY, primeira banda de Hironobu Kageyama, que também tinha membros da Neverland e da Loudness. Teve relançamentos em CD em 1991  e 2008. Neste último, duas músicas foram adicionadas.

## Recepção
O site CD Journal, no relançamento de 1991, disse que há conflito entre algumas músicas, sendo umas muito melosas e outras com ritmo mais frenético de rock. Destacou especialmente a música "Free", composta por Haruo Chikada.

## Faixas
| N.º            | Título                                    | Letras                                      | Música                        | Arranjo          | Duração |  |
| 1.             | "Midnight Boxer"                          | Kazuko Kobayashi                            | Kingo Hamada                  | Koji Makaino     | 3:42    |  |
| 2.             | "Funny Show"                              | Hozumi Hyodo                                | Kunihiko Kase                 | Shigeki Watanabe | 5:01    |  |
| 3.             | "Wildflower" (cover de Skylark)           | David Richardson e Iori Yamamoto (tradução) | Doug Edwards                  | LAZY             | 4:56    |  |
| 4.             | "Free"                                    | Yoshiko Miura                               | Haruo Chikada                 | Akira Inoue      | 3:30    |  |
| 5.             | "Heartbeat" (cover de Buddy Holly)        | K. Kobayashi                                | Norman Petty e Bob Montgomery | LAZY             | 3:42    |  |
| 6.             | "Goin' Back to China" (cover de Diesel)   | Fumiko Okada                                | Pim Koopman                   | LAZY             | 3:15    |  |
| 7.             | "Baby, I Make a Motion"                   | Ritsu Iwasawa                               | K. Kase                       | S. Watanabe      | 4:02    |  |
| 8.             | "Kanashimi No Lonely Town"                | H. Hyodo                                    | Yosuke Tachibana              | A. Inoue         | 3:51    |  |
| 9.             | "Aishuu R&R"                              | K. Kobayashi                                | K. Makaino                    | K. Makaino       | 3:52    |  |
| 10.            | "Bye Bye Baby"                            | K. Kobayashi                                | K. Hamada                     | K. Inoue         | 4:41    |  |
| 11.            | "Kanashimi Wo Buttobase" (edição de 2008) | Yukinojo Mori                               | K. Hamada                     | Jun Sato         | 3:11    |  |
| 12.            | "Golden Gate" (edição de 2008)            | K. Kobayashi                                | K. Hamada                     | K. Inoue         | 3:33    |  |
| Duração total: | Duração total:                            | Duração total:                              | Duração total:                | Duração total:   | 47:16   |  |

## Integrantes
- Hironobu Kageyama (Michell) - Vocal

- Akira Takasaki (Suzy) - Guitarra

- Hiroyuki Tanaka (Funny) - Baixo

- Shunji Inoue (Pocky) - Teclado

- Munetaka Higuchi (Davy) - Bateria